# Shotesham All Saints
Shotesham All Saints var en civil parish fram till 1935 när det uppgick i Shotesham, i grevskapet Norfolk, i England. Civil parish var belägen 9 km från Norwich och hade 354 invånare år 1931.